# Ruth Maria Wagner
Ruth Maria Wagner (* 1915 in Priebisch, Kreis Lissa; † 1989) war eine deutsche Rundfunksprecherin, Redakteurin und Schriftstellerin.
Ihre Anfänge als Reporterin und Sprecherin lagen beim Reichssender Königsberg. Von 1941 bis 1943 war Wagner beim Berliner Deutschlandsender als Ansagerin tätig. In der Nachkriegszeit sprach sie beim Norddeutschen Rundfunk. Später arbeitete sie als stellvertretende Chefredakteurin des Ostpreußenblatts und Leiterin der dortigen Kulturseiten.
Ruth Maria Wagner hat zahlreiche Bücher über Ostpreußen herausgegeben.